# Baccharis vanessae
Baccharis vanessae là một loài thực vật có hoa trong họ Cúc. Loài này được R.M.Beauch. mô tả khoa học đầu tiên năm 1980.